# Playoffs NBA 1984
Navigation
Édition précédente Édition suivante
Les playoffs NBA 1984 sont les séries éliminatoires (en anglais, playoffs) de la saison NBA 1983-1984.
Les Celtics de Boston battent en finale les Lakers de Los Angeles.

## Qualification pour les playoffs
| Champion de division | Qualifié pour les playoffs | Éliminé des playoffs |

| Rang | Franchise                 | V  | D  | PCT    | R  | Dom   | Ext   | Div   |
| ---- | ------------------------- | -- | -- | ------ | -- | ----- | ----- | ----- |
| 1    | Celtics de Boston         | 62 | 20 | 75,6 % | –  | 33–8  | 29–12 | 13–11 |
| 2    | Bucks de Milwaukee (a)    | 50 | 32 | 61,0 % | 12 | 30–11 | 20–21 | 19–10 |
| 3    | 76ers de Philadelphie (a) | 52 | 30 | 63,4 % | 10 | 32–9  | 20–21 | 15–9  |
| 4    | Pistons de Détroit        | 49 | 33 | 59,8 % | 13 | 30–11 | 19–22 | 21–8  |
| 5    | Knicks de New York        | 47 | 35 | 57,3 % | 15 | 29–12 | 18–23 | 12–12 |
| 6    | Nets du New Jersey        | 45 | 37 | 54,9 % | 17 | 29–12 | 16–25 | 12–12 |
| 7    | Hawks d'Atlanta           | 40 | 42 | 48,8 % | 22 | 31–10 | 9–32  | 16–14 |
| 8    | Bullets de la Washington  | 35 | 47 | 42,7 % | 27 | 25–16 | 10–31 | 8–16  |
|      |                           |    |    |        |    |       |       |       |
| 9    | Cavaliers de Cleveland    | 28 | 54 | 34,1 % | 34 | 23–18 | 5–36  | 11–19 |
| 10   | Bulls de Chicago          | 27 | 55 | 32,9 % | 35 | 18–23 | 9–32  | 10–20 |
| 11   | Pacers de l'Indiana       | 26 | 56 | 31,7 % | 36 | 20–21 | 6–35  | 12–18 |

| Rang | Franchise                     | V  | D  | PCT    | R  | Dom   | Ext   | Div   |
| ---- | ----------------------------- | -- | -- | ------ | -- | ----- | ----- | ----- |
| 1    | Lakers de Los Angeles         | 54 | 28 | 65,9 % | –  | 28–13 | 26–15 | 18–12 |
| 2    | Jazz de l'Utah (a)            | 45 | 37 | 54,9 % | 9  | 31–10 | 14–27 | 15–15 |
| 3    | Trail Blazers de Portland (a) | 48 | 34 | 58,5 % | 6  | 33–8  | 15–26 | 17–13 |
| 4    | Mavericks de Dallas           | 43 | 39 | 52,4 % | 11 | 31–10 | 12–29 | 19–11 |
| 5    | SuperSonics de Seattle        | 42 | 40 | 51,2 % | 12 | 32–9  | 10–31 | 14–16 |
| 6    | Suns de Phoenix               | 41 | 41 | 50,0 % | 13 | 31–10 | 10–31 | 16–14 |
| 7    | Nuggets de Denver             | 38 | 44 | 46,3 % | 16 | 27–14 | 11–30 | 16–14 |
| 8    | Kings de Kansas City          | 38 | 44 | 46,3 % | 16 | 26–15 | 12–29 | 16–14 |
|      |                               |    |    |        |    |       |       |       |
| 9    | Spurs de San Antonio          | 37 | 45 | 45,1 % | 17 | 28–13 | 9–32  | 14–16 |
| 9    | Warriors de Golden State      | 37 | 45 | 45,1 % | 17 | 27–14 | 10–31 | 13–17 |
| 11   | Clippers de San Diego         | 30 | 52 | 36,6 % | 24 | 25–16 | 5–36  | 12–18 |
| 12   | Rockets de Houston            | 29 | 53 | .354   | 25 | 21–20 | 8–33  | 9–21  |

## Fonctionnement
Au premier tour, l'équipe classée numéro 1 affronte l'équipe classée numéro 8, la numéro 2 la 7, la 3 la 6 et la 4 la 5. En demi-finale de conférence, l'équipe vainqueur de la série entre la numéro 1 et la numéro 8 rencontre l'équipe vainqueur de la série entre la numéro 4 et la numéro 5, et l'équipe vainqueur de la série entre la numéro 2 et la numéro 7 rencontre l'équipe vainqueur de la série entre la numéro 3 et la numéro 6. Les vainqueurs des demi-finales de conférence s'affrontent en finale de conférence. Les deux équipes ayant remporté la finale de leur conférence respective (Est ou Ouest) sont nommées championnes de conférence et se rencontrent ensuite pour une série déterminant le champion NBA.
Chaque série de playoffs se déroule au meilleur des 7 matches, sauf le premier tour qui se joue au meilleur des 5 matches.
Les séries se déroulent de la manière suivante :
| Match | Premier tour    | Conférence (demi-finales et finales) | Finales NBA     |   |                |                |                |
| ----- | --------------- | ------------------------------------ | --------------- | - | -------------- | -------------- | -------------- |
| Match | Premier tour    | Conférence (demi-finales et finales) | Finales NBA     | 1 | Meilleur bilan | Meilleur bilan | Meilleur bilan |
| 2     | Meilleur bilan  | Meilleur bilan                       | Meilleur bilan  |   |                |                |                |
| 3     | Moins bon bilan | Moins bon bilan                      | Moins bon bilan |   |                |                |                |
| 4     | Moins bon bilan | Moins bon bilan                      | Moins bon bilan |   |                |                |                |
| 5     | Meilleur bilan  | Meilleur bilan                       | Meilleur bilan  |   |                |                |                |
| 6     | Série terminée  | Moins bon bilan                      | Moins bon bilan |   |                |                |                |
| 7     | Série terminée  | Meilleur bilan                       | Meilleur bilan  |   |                |                |                |

## Tableau
|  | 1er tour         | 1er tour               | 1er tour              |   |                           | Demi-finales de Conférence | Demi-finales de Conférence | Demi-finales de Conférence |  |   | Finales de Conférence | Finales de Conférence | Finales de Conférence |  |    | Finales NBA       | Finales NBA | Finales NBA |
|  |                  |                        |                       |   |                           |                            |                            |                            |  |   |                       |                       |                       |  |    |                   |             |             |
|  | 1                | Celtics de Boston      | 3                     |   |                           |                            |                            |                            |  |   |                       |                       |                       |  |    |                   |             |             |
|  | 8                | Bullets de Washington  | 1                     |   |                           |                            |                            |                            |  |   |                       |                       |                       |  |    |                   |             |             |
|  | 8                | Bullets de Washington  | 1                     |   | 1                         | Celtics de Boston          | 4                          |                            |  |   |                       |                       |                       |  |    |                   |             |             |
|  |                  |                        |                       |   | 1                         | Celtics de Boston          | 4                          |                            |  |   |                       |                       |                       |  |    |                   |             |             |
|  |                  | 5                      | Knicks de New York    | 3 |                           |                            |                            |                            |  |   |                       |                       |                       |  |    |                   |             |             |
|  | 4                | 5                      | Knicks de New York    | 3 | Pistons de Détroit        | 2                          |                            |                            |  |   |                       |                       |                       |  |    |                   |             |             |
|  | 4                |                        |                       |   | Pistons de Détroit        | 2                          |                            |                            |  |   |                       |                       |                       |  |    |                   |             |             |
|  | 5                | Knicks de New York     | 3                     |   |                           |                            |                            |                            |  |   |                       |                       |                       |  |    |                   |             |             |
|  | 5                | Knicks de New York     | 3                     |   |                           |                            |                            |                            |  | 1 | Celtics de Boston     | 4                     |                       |  |    |                   |             |             |
|  | Conférence Est   |                        |                       |   |                           |                            |                            |                            |  | 1 | Celtics de Boston     | 4                     |                       |  |    |                   |             |             |
|  |                  | 2                      | Bucks de Milwaukee    | 1 |                           |                            |                            |                            |  |   |                       |                       |                       |  |    |                   |             |             |
|  | 3                | 2                      | Bucks de Milwaukee    | 1 | 76ers de Philadelphie     | 2                          |                            |                            |  |   |                       |                       |                       |  |    |                   |             |             |
|  | 3                |                        |                       |   | 76ers de Philadelphie     | 2                          |                            |                            |  |   |                       |                       |                       |  |    |                   |             |             |
|  | 6                | Nets du New Jersey     | 3                     |   |                           |                            |                            |                            |  |   |                       |                       |                       |  |    |                   |             |             |
|  | 6                | Nets du New Jersey     | 3                     |   | 6                         | Nets du New Jersey         | 2                          |                            |  |   |                       |                       |                       |  |    |                   |             |             |
|  |                  |                        |                       |   | 6                         | Nets du New Jersey         | 2                          |                            |  |   |                       |                       |                       |  |    |                   |             |             |
|  |                  | 2                      | Bucks de Milwaukee    | 4 |                           |                            |                            |                            |  |   |                       |                       |                       |  |    |                   |             |             |
|  | 2                | 2                      | Bucks de Milwaukee    | 4 | Bucks de Milwaukee        | 3                          |                            |                            |  |   |                       |                       |                       |  |    |                   |             |             |
|  | 2                |                        |                       |   | Bucks de Milwaukee        | 3                          |                            |                            |  |   |                       |                       |                       |  |    |                   |             |             |
|  | 7                | Hawks d'Atlanta        | 2                     |   |                           |                            |                            |                            |  |   |                       |                       |                       |  |    |                   |             |             |
|  | 7                | Hawks d'Atlanta        | 2                     |   |                           |                            |                            |                            |  |   |                       |                       |                       |  | E1 | Celtics de Boston | 4           |             |
|  |                  |                        |                       |   |                           |                            |                            |                            |  |   |                       |                       |                       |  | E1 | Celtics de Boston | 4           |             |
|  |                  | O1                     | Lakers de Los Angeles | 3 |                           |                            |                            |                            |  |   |                       |                       |                       |  |    |                   |             |             |
|  | 1                | O1                     | Lakers de Los Angeles | 3 | Lakers de Los Angeles     | 3                          |                            |                            |  |   |                       |                       |                       |  |    |                   |             |             |
|  | 1                |                        |                       |   | Lakers de Los Angeles     | 3                          |                            |                            |  |   |                       |                       |                       |  |    |                   |             |             |
|  | 8                | Kings de Kansas City   | 0                     |   |                           |                            |                            |                            |  |   |                       |                       |                       |  |    |                   |             |             |
|  | 8                | Kings de Kansas City   | 0                     |   | 1                         | Lakers de Los Angeles      | 4                          |                            |  |   |                       |                       |                       |  |    |                   |             |             |
|  |                  |                        |                       |   | 1                         | Lakers de Los Angeles      | 4                          |                            |  |   |                       |                       |                       |  |    |                   |             |             |
|  |                  | 4                      | Mavericks de Dallas   | 1 |                           |                            |                            |                            |  |   |                       |                       |                       |  |    |                   |             |             |
|  | 4                | 4                      | Mavericks de Dallas   | 1 | Mavericks de Dallas       | 3                          |                            |                            |  |   |                       |                       |                       |  |    |                   |             |             |
|  | 4                |                        |                       |   | Mavericks de Dallas       | 3                          |                            |                            |  |   |                       |                       |                       |  |    |                   |             |             |
|  | 5                | SuperSonics de Seattle | 2                     |   |                           |                            |                            |                            |  |   |                       |                       |                       |  |    |                   |             |             |
|  | 5                | SuperSonics de Seattle | 2                     |   |                           |                            |                            |                            |  | 1 | Lakers de Los Angeles | 4                     |                       |  |    |                   |             |             |
|  | Conférence Ouest |                        |                       |   |                           |                            |                            |                            |  | 1 | Lakers de Los Angeles | 4                     |                       |  |    |                   |             |             |
|  |                  | 6                      | Suns de Phoenix       | 2 |                           |                            |                            |                            |  |   |                       |                       |                       |  |    |                   |             |             |
|  | 3                | 6                      | Suns de Phoenix       | 2 | Trail Blazers de Portland | 2                          |                            |                            |  |   |                       |                       |                       |  |    |                   |             |             |
|  | 3                |                        |                       |   | Trail Blazers de Portland | 2                          |                            |                            |  |   |                       |                       |                       |  |    |                   |             |             |
|  | 6                | Suns de Phoenix        | 3                     |   |                           |                            |                            |                            |  |   |                       |                       |                       |  |    |                   |             |             |
|  | 6                | Suns de Phoenix        | 3                     |   | 6                         | Suns de Phoenix            | 4                          |                            |  |   |                       |                       |                       |  |    |                   |             |             |
|  |                  |                        |                       |   | 6                         | Suns de Phoenix            | 4                          |                            |  |   |                       |                       |                       |  |    |                   |             |             |
|  |                  | 2                      | Jazz de l'Utah        | 2 |                           |                            |                            |                            |  |   |                       |                       |                       |  |    |                   |             |             |
|  | 2                | 2                      | Jazz de l'Utah        | 2 | Jazz de l'Utah            | 3                          |                            |                            |  |   |                       |                       |                       |  |    |                   |             |             |
|  | 2                |                        |                       |   | Jazz de l'Utah            | 3                          |                            |                            |  |   |                       |                       |                       |  |    |                   |             |             |
|  | 7                | Nuggets de Denver      | 2                     |   |                           |                            |                            |                            |  |   |                       |                       |                       |  |    |                   |             |             |

## Scores

### Premier tour

#### Conférence Est
(1) Celtics de Boston vs. (8) Bullets de Washington : les Celtics gagnent la série 3-1
- Match 1 le 17 avril 1984 à Boston Garden, Boston : Boston 91, Washington 83
- Match 2 le 19 avril 1984 à Boston Garden, Boston : Boston 88, Washington 85
- Match 3 le 21 avril 1984 à Capital Centre, Landover : Washington 111, Boston 108 (OT)
- Match 4 le 24 avril 1984 à Capital Centre, Landover : Boston 99, Washington 96

'Dernière rencontre en playoffs : Demi-finales de division Est 1982 (Boston gagne 4-1)
(2) Bucks de Milwaukee vs. (7) Hawks d'Atlanta : les Bucks gagnent la série 3-2
- Match 1 le 17 avril 1984 à The MECCA, Milwaukee : Milwaukee 105, Atlanta 89
- Match 2 le 19 avril 1984 à The MECCA, Milwaukee : Milwaukee 101, Atlanta 87
- Match 3 le 21 avril 1984 à The Omni, Atlanta : Atlanta 103, Milwaukee 94
- Match 4 le 24 avril 1984 à The Omni, Atlanta : Atlanta 100, Milwaukee 97
- Match 5 le 26 avril 1984 à The MECCA, Milwaukee : Milwaukee 118, Atlanta 89

'Dernière rencontre en playoffs : C'est la première rencontre entre les Bucks et les Hawks.
(3) 76ers de Philadelphie vs. (6) Nets du New Jersey : les Nets gagnent la série 3-2
- Match 1 le 18 avril 1984 à  The Spectrum, Philadelphia (April 18): New Jersey 116, Philadelphia 101
- Match 2 le 20 avril 1984 à  The Spectrum, Philadelphia (April 20): New Jersey 116, Philadelphia 102
- Match 3 le 22 avril 1984 à  Brendan Byrne Arena, East Rutherford (April 22): Philadelphia 108, New Jersey 100
- Match 4 le 24 avril 1984 à Brendan Byrne Arena, East Rutherford (April 24): Philadelphia 110, New Jersey 102
- Match 5 le 26 avril 1984 à  The Spectrum, Philadelphia (April 26): New Jersey 101, Philadelphia 98

Dernière rencontre en playoffs : Premier tour de division Est 1979 (Philadelphie gagne 2-0)
(4) Pistons de Détroit vs. (5) Knicks de New York : les Knicks gagnent la série 3-2
- Match 1 le 17 avril 1984 à  Pontiac Silverdome, Pontiac : New York 94, Detroit 93
- Match 2 le 19 avril 1984 à  Pontiac Silverdome, Pontiac : Detroit 113, New York 105
- Match 3 le 22 avril 1984 à  Madison Square Garden, New York City : New York 120, Detroit 113
- Match 4 le 25 avril 1984 à  Madison Square Garden, New York City : Detroit 119, New York 112
- Match 5 le 27 avril 1984 à  Joe Louis Arena, Detroit : New York 127, Detroit 123 (OT)

Dernière rencontre en playoffs : C'est la première rencontre entre les Pistons et les Knicks.

#### Conférence Ouest
(1) Lakers de Los Angeles vs. (8) Kings de Kansas City : les Lakers gagnent la série 3-0
- Match 1 le 18 avril 1984 à The Forum, Los Angeles : Los Angeles 116, Kansas City 105
- Match 2 le 20 avril 1984 à The Forum, Los Angeles : Los Angeles 109, Kansas City 102
- Match 3 le 22 avril 1984 à  Kemper Arena, Kansas City : Los Angeles 108, Kansas City 102

Dernière rencontre en playoffs : Demi-finales de division Ouest 1955 (Lakers gagne 2-1; les Lakers étaient à Minneapolis, les Kings étaient à Rochester sous le nom Royals de Rochester)
(2) Jazz de l'Utah vs. (7) Nuggets de Denver : le Jazz gagne la série 3-2
- Match 1 le 17 avril 1984 à Salt Palace, Salt Lake City : Utah 123, Denver 121
- Match 2 le 19 avril 1984 à  Salt Palace, Salt Lake City : Denver 132, Utah 116
- Match 3 le 22 avril 1984 à  McNichols Sports Arena, Denver : Denver 121, Utah 117
- Match 4 le 24 avril 1984 à  McNichols Sports Arena, Denver : Utah 129, Denver 124
- Match 5 le 26 avril 1984 à  Salt Palace, Salt Lake City : Utah 127, Denver 111

Dernière rencontre en playoffs : C'est la première rencontre entre le Jazz et les Nuggets.
(3) Trail Blazers de Portland vs. (6) Suns de Phoenix : les Suns gagnent la série 3-2
- Match 1 le 18 avril 1984 à Memorial Coliseum, Portland : Phoenix 113, Portland 106
- Match 2' le 20 avril 1984 à Memorial Coliseum, Portland : Portland 122, Phoenix 116
- Match 2 le 22 avril 1984 à Arizona Veterans Memorial Coliseum, Phoenix : Phoenix 106, Portland 103
- Match 4 le 24 avril 1984 à Arizona Veterans Memorial Coliseum, Phoenix : Portland 113, Phoenix 110
- Match 5 le 26 avril 1984 à Memorial Coliseum, Portland : Phoenix 117, Portland 105

Dernière rencontre en playoffs : premier tour Conférence Ouest 1979 (Phoenix gagne 2-1)
(4) Mavericks de Dallas vs. (5) SuperSonics de Seattle : les Mavericks gagnent la série 3-2
- Match 1 le 17 avril 1984 à Reunion Arena, Dallas : Dallas 88, Seattle 86
- Match 2 le 19 avril 1984 à Reunion Arena, Dallas : Seattle 95, Dallas 92
- Match 3 le 21 avril 1984 à Seattle Center Coliseum, Seattle : Seattle 104, Dallas 94
- Match 4 le 24 avril 1984 à Kingdome, Seattle : Dallas 107, Seattle 96
- Match 5 le 26 avril 1984 à Moody Coliseum, University Park : Dallas 105, Seattle 104 (OT)

Dernière rencontre en playoffs : C'est la première rencontre entre les  Mavericks et les SuperSonics.

### Demi-finales de Conférence

#### Conférence Est
(1) Celtics de Boston vs. (5) Knicks de New York : lesCeltics gagnent la série 4-3
- Match 1 le 29 avril 1984 à Boston Garden, Boston (April 29): Boston 110, New York 92
- Match 2 le 2 mai 1984 à Boston Garden, Boston : Boston 116, New York 102
- Match 3 le 4 mai 1984 à Madison Square Garden, New York City : New York 100, Boston 92
- Match 4 le 6 mai 1984 à Madison Square Garden, New York City : New York 118, Boston 113
- Match 5 le 9 mai 1984 à Boston Garden, Boston : Boston 121, New York 99
- Match 6 le 11 mai 1984 à Madison Square Garden, New York City : New York 106, Boston 104
- Match 7 le 13 mai 1984 à Boston Garden, Boston : Boston 121, New York 104

Dernière rencontre en playoffs : Finales Conférence Est 1974 (Boston gagne 4-1)
(2) Bucks de Milwaukee vs. (6) Nets du New Jersey : les Bucks gagnent la série 4-2
- Match 1 le 29 avril 1984 à The MECCA, Milwaukee : New Jersey 106, Milwaukee 100
- Match 2 le 1er mai 1984 à The MECCA, Milwaukee : Milwaukee 98, New Jersey 94
- Match 3 le 3 mai 1984 à Brendan Byrne Arena, East Rutherford : Milwaukee 100, New Jersey 93
- Match 4 le 5 mai 1984 à Brendan Byrne Arena, East Rutherford : New Jersey 106, Milwaukee 99
- Match 5 le 8 mai 1984 à The MECCA, Milwaukee : Milwaukee 94, New Jersey 82
- Match 6 le 10 mai 1984 à Brendan Byrne Arena, East Rutherford : Milwaukee 98, New Jersey 97

Dernière rencontre en playoffs : C'est la première rencontre entre les Bucks et les Nets.

#### Conférence Ouest
(1) Lakers de Los Angeles vs. (4) Mavericks de Dallas : les Lakers gagnent la série 4-1
- Match 1 le 28 avril 1984 à The Forum, Los Angeles : Los Angeles 134, Dallas 91
- Match 2 le 1er mai 1984 à The Forum, Los Angeles : Los Angeles 117, Dallas 101
- Match 3 le 4 mai 1984 à Reunion Arena, Dallas : Dallas 125, Los Angeles 115
- Match 4 le 6 mai 1984 à Reunion Arena, Dallas : Los Angeles 122, Dallas 115 (OT)
- Match 5 le 8 mai 1984 à The Forum, Los Angeles : Los Angeles 115, Dallas 99

Dernière rencontre en playoffs : C'est la première rencontre entre les Lakers et les Mavericks.
(2) Jazz de l'Utah vs. (6) Suns de Phoenix : les Suns gagnent la série 4-2
- Match 1 le 29 avril 1984 à Salt Palace, Salt Lake City : Utah 105, Phoenix 95
- Match 2 le 2 mai 1984 à Salt Palace, Salt Lake City : Phoenix 102, Utah 97
- Match 3 le 4 mai 1984 à Arizona Veterans Memorial Coliseum, Phoenix : Phoenix 106, Utah 94
- Match 4 le 6 mai 1984 à Arizona Veterans Memorial Coliseum, Phoenix : Phoenix 111, Utah 110 (OT)
- Match 5 le 8 mai 1984 à Salt Palace, Salt Lake City : Utah 118, Phoenix 106
- Match 6 le 10 mai 1984 à Arizona Veterans Memorial Coliseum, Phoenix : Phoenix 102, Utah 82

Dernière rencontre en playoffs : C'est la première rencontre entre le Jazz et les Suns.

### Finales de Conférence

#### Conférence Est
(1) Celtics de Boston vs. (2) Bucks de Milwaukee : les Celtics gagnent la série 4-1
- Match 1 le 15 mai 1984 à Boston Garden, Boston : Boston 119, Milwaukee 96
- Match 2 le 17 mai 1984 à Boston Garden, Boston : Boston 125, Milwaukee 100
- Match 3 le 19 mai 1984 à The MECCA, Milwaukee : Boston 109, Milwaukee 100
- Match 4 le 21 mai 1984 à The MECCA, Milwaukee : Milwaukee 122, Boston 113
- Match 5 le 23 mai 1984 à Boston Garden, Boston : Boston 115, Milwaukee 108

Dernière rencontre en playoffs : Demi-finales de Conférence Est 1983 (Milwaukee gagne 4-0)

#### Conférence Ouest
(1) Lakers de Los Angeles vs. (6) Suns de Phoenix : les Lakers gagnent la série 4-2
- Match 1 le 12 mai 1984 à The Forum, Los Angeles : Los Angeles 110, Phoenix 94
- Match 2 le 15 mai 1984 à The Forum, Los Angeles : Los Angeles 118, Phoenix 102
- Match 3 le 18 mai 1984 à Arizona Veterans Memorial Coliseum, Phoenix : Phoenix 135, Los Angeles 127 (OT)
- Match 4 le 20 mai 1984 à Arizona Veterans Memorial Coliseum, Phoenix : Los Angeles 126, Phoenix 115
- Match 5 le 23 mai 1984 à The Forum, Los Angeles : Phoenix 126, Los Angeles 121
- Match 6 le 25 mai 1984 à Arizona Veterans Memorial Coliseum, Phoenix : Los Angeles 99, Phoenix 97

Dernière rencontre en playoffs : Demi-finales de Conférence ouest 1982 (Los Angeles gagne 4-0)

### Finales NBA

#### Match 1
| 27 mai 1984 | Rapport | Lakers de Los Angeles 115, Celtics de Boston 109              | Lakers de Los Angeles 115, Celtics de Boston 109 | Lakers de Los Angeles 115, Celtics de Boston 109 |  | Boston Garden, Boston Affluence : 14 890 Arbitres : No. 25 Hugh Evans No. 8 John Vanak | CBS |
| 27 mai 1984 | Rapport | Score par quart-temps : 34–22, 31–30, 27–36, 23–21            |                                                  |                                                  |  | Boston Garden, Boston Affluence : 14 890 Arbitres : No. 25 Hugh Evans No. 8 John Vanak | CBS |
| 27 mai 1984 | Rapport | Kareem Abdul-Jabbar 32 Kareem Abdul-Jabbar 8 Magic Johnson 10 | Points Rebonds Passes d.                         | Kevin McHale 25 Larry Bird 14 Larry Bird 5       |  | Boston Garden, Boston Affluence : 14 890 Arbitres : No. 25 Hugh Evans No. 8 John Vanak | CBS |
| 27 mai 1984 | Rapport | Los Angeles mène la série 1 à 0                               |                                                  |                                                  |  | Boston Garden, Boston Affluence : 14 890 Arbitres : No. 25 Hugh Evans No. 8 John Vanak | CBS |

#### Match 2
| 31 mai 1984 | Rapport | Lakers de Los Angeles 121, Celtics de Boston 124              | Lakers de Los Angeles 121, Celtics de Boston 124 | Lakers de Los Angeles 121, Celtics de Boston 124 | OT | Boston Garden, Boston Affluence : 14 890 Arbitres : No. 14 Jack Madden No. 11 Jake O'Donnell | CBS |
| 31 mai 1984 | Rapport | Score par quart-temps : 26–37, 33–25, 28–29, 26–23, OT : 8-11 |                                                  |                                                  | OT | Boston Garden, Boston Affluence : 14 890 Arbitres : No. 14 Jack Madden No. 11 Jake O'Donnell | CBS |
| 31 mai 1984 | Rapport | James Worthy 29 Kareem Abdul-Jabbar 8 Magic Johnson 10        | Points Rebonds Passes d.                         | Larry Bird 27 Larry Bird 13 Ainge, Henderson 5   | OT | Boston Garden, Boston Affluence : 14 890 Arbitres : No. 14 Jack Madden No. 11 Jake O'Donnell | CBS |
| 31 mai 1984 | Rapport | Égalité dans la série 1 à 1                                   |                                                  |                                                  | OT | Boston Garden, Boston Affluence : 14 890 Arbitres : No. 14 Jack Madden No. 11 Jake O'Donnell | CBS |

#### Match 3
| 3 juin 1984 | Rapport | Celtics de Boston 104, Lakers de Los Angeles 137   | Celtics de Boston 104, Lakers de Los Angeles 137 | Celtics de Boston 104, Lakers de Los Angeles 137         |  | Great Western Forum, Inglewood Affluence : 17 505 Arbitres : No. 22 Paul Mihalik No. 12 Earl Strom | CBS |
| 3 juin 1984 | Rapport | Score par quart-temps : 26–29, 20–28, 33–47, 25–33 |                                                  |                                                          |  | Great Western Forum, Inglewood Affluence : 17 505 Arbitres : No. 22 Paul Mihalik No. 12 Earl Strom | CBS |
| 3 juin 1984 | Rapport | Larry Bird 30 Robert Parish 12 Cedric Maxwell 5    | Points Rebonds Passes d.                         | Kareem Abdul-Jabbar 24 Magic Johnson 11 Magic Johnson 21 |  | Great Western Forum, Inglewood Affluence : 17 505 Arbitres : No. 22 Paul Mihalik No. 12 Earl Strom | CBS |
| 3 juin 1984 | Rapport | Los Angeles mène la série 2 à 1                    |                                                  |                                                          |  | Great Western Forum, Inglewood Affluence : 17 505 Arbitres : No. 22 Paul Mihalik No. 12 Earl Strom | CBS |

#### Match 4
| 6 juin 1984 | Rapport | Celtics de Boston 129, Lakers de Los Angeles 125               | Celtics de Boston 129, Lakers de Los Angeles 125 | Celtics de Boston 129, Lakers de Los Angeles 125         | OT | Great Western Forum, Inglewood Affluence : 17 505 Arbitres : No. 10 Darell Garretson No. 20 Jess Kersey | CBS |
| 6 juin 1984 | Rapport | Score par quart-temps : 32–33, 26–35, 30–22, 25–23, OT : 16-12 |                                                  |                                                          | OT | Great Western Forum, Inglewood Affluence : 17 505 Arbitres : No. 10 Darell Garretson No. 20 Jess Kersey | CBS |
| 6 juin 1984 | Rapport | Larry Bird 29 Larry Bird 21 Dennis Johnson 14                  | Points Rebonds Passes d.                         | Kareem Abdul-Jabbar 32 Magic Johnson 11 Magic Johnson 17 | OT | Great Western Forum, Inglewood Affluence : 17 505 Arbitres : No. 10 Darell Garretson No. 20 Jess Kersey | CBS |
| 6 juin 1984 | Rapport | Égalité dans la série 2 à 2                                    |                                                  |                                                          | OT | Great Western Forum, Inglewood Affluence : 17 505 Arbitres : No. 10 Darell Garretson No. 20 Jess Kersey | CBS |

#### Match 5
| 8 juin 1984 | Rapport | Lakers de Los Angeles 103, Celtics de Boston 121   | Lakers de Los Angeles 103, Celtics de Boston 121 | Lakers de Los Angeles 103, Celtics de Boston 121 |  | Boston Garden, Boston Affluence : 14 890 Arbitres : No. 25 Hugh Evans No. 12 Earl Strom | CBS |
| 8 juin 1984 | Rapport | Score par quart-temps : 26–26, 27–29, 24–33, 26–33 |                                                  |                                                  |  | Boston Garden, Boston Affluence : 14 890 Arbitres : No. 25 Hugh Evans No. 12 Earl Strom | CBS |
| 8 juin 1984 | Rapport | James Worthy 22 Kurt Rambis 9 Magic Johnson 13     | Points Rebonds Passes d.                         | Larry Bird 34 Larry Bird 17 Gerald Henderson 9   |  | Boston Garden, Boston Affluence : 14 890 Arbitres : No. 25 Hugh Evans No. 12 Earl Strom | CBS |
| 8 juin 1984 | Rapport | Boston mène la série 3 à 2                         |                                                  |                                                  |  | Boston Garden, Boston Affluence : 14 890 Arbitres : No. 25 Hugh Evans No. 12 Earl Strom | CBS |

#### Match 6
| 10 juin 1984 | Rapport | Celtics de Boston 108, Lakers de Los Angeles 119   | Celtics de Boston 108, Lakers de Los Angeles 119 | Celtics de Boston 108, Lakers de Los Angeles 119               |  | Great Western Forum, Inglewood Affluence : 17 505 Arbitres : No. 14 Jack Madden No. 11 Jake O'Donnell | CBS |
| 10 juin 1984 | Rapport | Score par quart-temps : 33–29, 32–30, 22–24, 21–36 |                                                  |                                                                |  | Great Western Forum, Inglewood Affluence : 17 505 Arbitres : No. 14 Jack Madden No. 11 Jake O'Donnell | CBS |
| 10 juin 1984 | Rapport | Larry Bird 28 Larry Bird 14 Larry Bird 8           | Points Rebonds Passes d.                         | Kareem Abdul-Jabbar 30 Kareem Abdul-Jabbar 10 Magic Johnson 10 |  | Great Western Forum, Inglewood Affluence : 17 505 Arbitres : No. 14 Jack Madden No. 11 Jake O'Donnell | CBS |
| 10 juin 1984 | Rapport | Égalité dans la série 3 à 3                        |                                                  |                                                                |  | Great Western Forum, Inglewood Affluence : 17 505 Arbitres : No. 14 Jack Madden No. 11 Jake O'Donnell | CBS |

#### Match 7
| 12 juin 1984 | Rapport | Lakers de Los Angeles 102, Celtics de Boston 111   | Lakers de Los Angeles 102, Celtics de Boston 111 | Lakers de Los Angeles 102, Celtics de Boston 111    |  | Boston Garden, Boston Affluence : 14 890 Arbitres : No. 10 Darell Garretson No. 12 Earl Strom | CBS |
| 12 juin 1984 | Rapport | Score par quart-temps : 30–30, 22–28, 26–33, 24–20 |                                                  |                                                     |  | Boston Garden, Boston Affluence : 14 890 Arbitres : No. 10 Darell Garretson No. 12 Earl Strom | CBS |
| 12 juin 1984 | Rapport | James Worthy 22 Kurt Rambis 9 Magic Johnson 15     | Points Rebonds Passes d.                         | Cedric Maxwell 24 Robert Parish 16 Cedric Maxwell 8 |  | Boston Garden, Boston Affluence : 14 890 Arbitres : No. 10 Darell Garretson No. 12 Earl Strom | CBS |
| 12 juin 1984 | Rapport | Boston gagne la série 4 à 3                        |                                                  |                                                     |  | Boston Garden, Boston Affluence : 14 890 Arbitres : No. 10 Darell Garretson No. 12 Earl Strom | CBS |